# Вироджена матриця
Ви́роджена ма́триця (особли́ва, сингуля́рна, неінверто́вана) — квадратна матриця, визначник якої дорівнює нулю:
{\displaystyle \det(A)=0.\!}

## Властивості
- Рядки і стовпці виродженої матриці лінійно залежні.
- Ранг матриці менший за розмірність матриці.
- У виродженої матриці немає оберненої матриці (хоча є псевдообернена матриця).
- Якщо матриця {\displaystyle \ A} розміру n×n — вироджена, то система рівнянь {\displaystyle \ Ax=0} має ненульові розв'язки. Множина цих розв'язків позначається {\displaystyle \ \ker A} і є лінійним підпростором n-вимірного простору, відмінним від 0.
- Матриця є виродженою тоді і тільки тоді якщо серед її власних значень є нулі.

## Приклад
- Матриця оператора паралельної проєкції 3-вимірного простору на горизонтальну координатну площину вироджена.

## Дивись також
- Теорія матриць
- Невироджена матриця